# 岱河路
岱河路，安徽省合肥市东部城区的一条东西向次干道，得名自萧濉河水系支流岱河。道路东起肥东县境内的龙兴大道，穿越肥东北部城区后进入新站高新区东南，止于文忠路。沿路有肥东县新庄小学、肥东县残疾人康复社会福利中心、合肥职业技术学院汇心湖校区、合肥工贸技工学校、安徽合肥技师学院、学林公园、安徽兴鹏科技学校等。